# Киселёк
Киселёк — исчезнувший участок на территории Усть-Кадинского сельского поселения Куйтунского района Иркутской области.

## История
Населённый пункт основан в 1907 году. Согласно переписи населения СССР 1926 года посёлок, где функционировала школа, насчитывалось 69 дворов, 350 жителей (176 мужчин и 174 женщины), преобладают переселенцы с Украины. На 1929 год в составе Усть-Кадинского сельсовета Кимильтейского района.
На 1966 год участок в составе Усть-Кадинского сельсовета Куйтунского района.
В 1960-х жители стали покидать населённый пункт, и вскоре он перестал существовать. На топографической карте Генштаба СССР 1984 года населённый пункт Киселёк отмечен как нежилой. На 2004 год участка Киселёк как административно-территориальной единицы не существует. В Законе о границах муниципального образования упоминается как урочище.